# المقطع العرضي للرادار

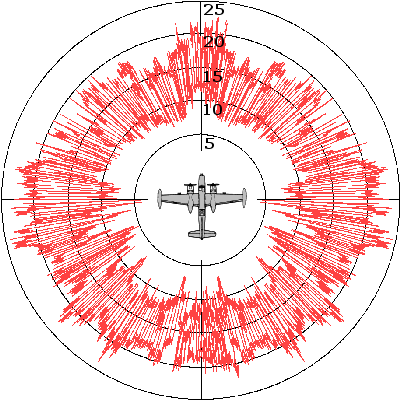
مخطط RCS النموذجي (A-26 Invader)

مقطع العرض الراداري (RCS)، المُرمز بالرمز σ، المعروف أيضًا بالتوقيع الراداري، هو مقياس لمدى قابلية اكتشاف كائن ما بواسطة الرادار. كلما كان مقطع الرادار أكبر، زادت قابلية اكتشاف الجسم.
يعكس الكائن كمية محدودة من الطاقة الرادارية إلى مصدره. العوامل التي تؤثر في ذلك تشمل:
- المادة التي يصنع بها الهدف ؛
- حجم الهدف بالنسبة للطول الموجي لإشارة الرادار المضيئة ؛
- الحجم المطلق للهدف ؛
- زاوية السقوط (الزاوية التي تصطدم فيها حزمة الرادار بجزء معين من الهدف ، والتي تعتمد على شكل الهدف وتوجهه إلى مصدر الرادار) ؛
- الزاوية المنعكسة (الزاوية التي يترك عندها الشعاع المنعكس جزء إصابة الهدف ؛ يعتمد ذلك على زاوية السقوط) ؛
- استقطاب الإشعاع المرسل والمستقبل فيما يتعلق بتوجيه الهدف.

بينما يعد قوة المصدر والمسافة عوامل مهمة في اكتشاف الأهداف، إلا أنها ليست عوامل تؤثر في حساب مقطع العرض الراداري (RCS)، لأن MCS هو خاصية انعكاسية للكائن المستهدف.
يُستخدم مقطع العرض الراداري (RCS) لاكتشاف الطائرات في مجموعة واسعة من المدى. على سبيل المثال، الطائرات الشبح (التي تم تصميمها لتكون غير قابلة للاكتشاف بسهولة) ستحتوي على ميزات تصميم تعطيها قيمة منخفضة لمقطع العرض الراداري (مثل الطلاء الامتصاصي، والأسطح المسطحة، والأسطح الموجهة بزاوية محددة لتعكس الإشارة في اتجاه غير موجه نحو المصدر)، بالمقابل، طائرة ركاب ستحتوي على قيمة عالية لمقطع العرض الراداري (بسبب السطح المعدني العاري والأسطح المستديرة التي تعكس الإشارة بشكل فعال في الاتجاه المصدر، والعديد من البارزات مثل المحركات والهوائيات، وما إلى ذلك). يعتبر مقطع العرض الراداري أمرًا أساسيًا في تطوير تقنية التمويه الراداري، خاصة في التطبيقات التي تنطوي على الطائرات والصواريخ الباليستية. تعتبر بيانات مقطع العرض الراداري للطائرات العسكرية الحالية في الغالب سرية للغاية..
في بعض الحالات، يكون من المهم النظر إلى منطقة على الأرض تحتوي على العديد من الكائنات. في تلك الحالات، فإن استخدام كمية مرتبطة تسمى مقطع العرض الراداري المعياري (NRCS) مفيدة. يُعرف أيضًا بمعامل الانعكاس التفاضلي أو معامل الانعكاس الراداري، ويُرمز له بـ σ0 (سيغما صفر)، وهو مقدار مقطع العرض الراداري المتوسط لمجموعة من الكائنات في الوحدة النسبية للمساحة.
{\displaystyle \sigma ^{0}=\left\langle {\sigma  \over {A}}\right\rangle }
أين:
- σ هو المقطع العرضي للرادار لجسم معين ، و
- أ هي المنطقة على الأرض المرتبطة بهذا الكائن.[3]

## صياغة
بشكل غير رسمي، يُعد مقطع العرض الراداري (RCS) لكائن هو المساحة المقطعية لكرة انعكاسية مثالية تنتج نفس قوة الانعكاس التي ينتجها الكائن المعني. (حجم أكبر لهذه الكرة التخيلية سينتج انعكاسات أقوى.) وبالتالي، مقطع العرض الراداري هو تجريد: فإن مساحة مقطع العرض الراداري لكائن لا يحمل بالضرورة علاقة مباشرة مع المساحة المقطعية الفعلية لهذا الكائن ولكنه يعتمد على عوامل أخرى.